# Goldie Hawn
Goldie Jean Hawn (født 21. november 1945 i Washington D.C.), er en amerikansk Oscar-vindende skuespiller, instruktør og filmproducer. Hun er bedst kendt for sin medvirken i populære komediefilm fra 1970'erne, 80'erne og 90'erne.

## Filmografi
| År   | Titel                                           | Rolle                            | Instruktør          | Noter       | Ref.  |
| ---- | ----------------------------------------------- | -------------------------------- | ------------------- | ----------- | ----- |
| 1968 | The One and Only, Genuine, Original Family Band | Giggly Girl                      | Michael O'Herlihy   |             |       |
| 1969 | The Sidehackers                                 | Spectator                        | Gus Trikonis        | Uncredited  |       |
| 1969 | Cactus Flower                                   | Toni Simmons                     | Gene Saks           |             |       |
| 1970 | There's a Girl in My Soup                       | Marion                           | Roy Boulting        |             |       |
| 1971 | $                                               | Dawn Divine                      | Richard Brooks      |             |       |
| 1972 | Butterflies Are Free                            | Jill Tanner                      | Milton Katselas     |             |       |
| 1974 | The Sugarland Express                           | Lou Jean                         | Steven Spielberg    |             |       |
| 1974 | The Girl from Petrovka                          | Oktyabrina                       | Robert Ellis Miller |             |       |
| 1975 | Shampoo                                         | Jill Haynes                      | Hal Ashby           |             |       |
| 1976 | The Duchess and the Dirtwater Fox               | Amanda Quaid / Duchess Swansbury | Melvin Frank        |             |       |
| 1978 | Foul Play                                       | Gloria Mundy                     | Colin Higgins       |             |       |
| 1979 | Lovers and Liars                                | Anita                            | Mario Monicelli     |             |       |
| 1980 | Private Benjamin                                | Judy Benjamin                    | Howard Zieff        |             |       |
| 1980 | Seems Like Old Times                            | Glenda Parks                     | Jay Sandrich        |             |       |
| 1982 | Best Friends                                    | Paula McCullen                   | Norman Jewison      |             |       |
| 1984 | Swing Shift                                     | Kay Walsh                        | Jonathan Demme      |             |       |
| 1984 | Protocol                                        | Sunny Davis                      | Herbert Ross        |             |       |
| 1986 | Wildcats                                        | Molly McGrath                    | Michael Ritchie     |             |       |
| 1987 | Overboard                                       | Joanna Stayton / Annie Proffitt  | Garry Marshall      |             |       |
| 1990 | Bird on a Wire                                  | Marianne Graves                  | John Badham         |             |       |
| 1991 | Deceived                                        | Adrienne Saunders                | Damian Harris       |             |       |
| 1992 | CrissCross                                      | Tracy Cross                      | Chris Menges        |             |       |
| 1992 | Housesitter                                     | Gwen Duncle / Buckley / Phillips | Frank Oz            |             |       |
| 1992 | Death Becomes Her                               | Helen Sharp                      | Robert Zemeckis     |             |       |
| 1996 | The First Wives Club                            | Elise Elliot Atchison            | Hugh Wilson         |             |       |
| 1996 | Everyone Says I Love You                        | Steffi Dandridge                 | Woody Allen         |             |       |
| 1999 | The Out-of-Towners                              | Nancy Clark                      | Sam Weisman         |             |       |
| 2001 | Town & Country                                  | Mona Morris                      | Peter Chelsom       |             |       |
| 2002 | The Banger Sisters                              | Suzette                          | Bob Dolman          |             |       |
| 2012 | Hot Flash Havoc                                 | Narrator                         | Marc Bennett        | Documentary |       |
| 2017 | Snatched                                        | Linda Middleton                  | Jonathan Levine     |             | [ 2 ] |
| 2017 | SPF-18                                          | Narrator                         | Alex Israel         |             | [ 3 ] |
| 2018 | The Christmas Chronicles                        | Mrs. Claus                       | Clay Kaytis         | Cameo       | [ 4 ] |
| 2020 | The Christmas Chronicles 2                      | Mrs. Claus                       | Chris Columbus      |             | [ 5 ] |